# Стовел (Тексас)
Стовел (енгл. Stowell) насељено је место без административног статуса у америчкој савезној држави Тексас.

## Демографија
По попису из 2010. године број становника је 1.756, што је 184 (11,7%) становника више него 2000. године.
| Група             | 2000.       | 2010.       |
| Белци             | 904 (57,5%) | 825 (47,0%) |
| Афроамериканци    | 486 (30,9%) | 381 (21,7%) |
| Азијати           | 0 (0,0%)    | 1 (0,1%)    |
| Хиспаноамериканци | 164 (10,4%) | 542 (30,9%) |
| Укупно            | 1.572       | 1.756       |